# Ensemble castral de Vèvre
 (mai 2022).
Si vous disposez d'ouvrages ou d'articles de référence ou si vous connaissez des sites web de qualité traitant du thème abordé ici, merci de compléter l'article en donnant les références utiles à sa vérifiabilité et en les liant à la section « Notes et références ».
L'ensemble castral de Vèvre (ou de Vesvre) est situé en plein Pays-Fort du Cher, à Neuvy-Deux-Clochers, entre Sancerre et Bourges (France), occupé depuis le IXe siècle jusqu'à nos jours.

## Historique
Les fouilles réalisées en 2004 témoignent que si elle a été bâtie à la fin du XIIe siècle, elle l'a été sur les vestiges d'une demeure bien plus ancienne.
Son histoire s'inscrit dans l'histoire du site de Vesvre, comprenant une motte castrale, une ferme du XVIe siècle, et un manoir de même époque aujourd'hui en ruines.
Les érudits du XIXe siècle ont attribué sa construction à Hugues II de Vesvre, mais les récentes recherches historiques s'ajoutant aux découvertes archéologiques remettent en cause cette hypothèse.
Après une première inscription de 1976 annulée, l'ensemble fait l’objet d’un classement au titre des monuments historiques depuis le 10 octobre 2008 et d'une inscription depuis le 8 août 1991.
Situé dans le département du Cher, sur la commune de Neuvy-Deux-Clochers, à mi-chemin entre Sancerre et Bourges, entre les vignobles de Sancerre et Menetou-Salon, le site de Vesvre est implanté au fond d'un vallon de verdure. Avec sa motte castrale des environs du Xe siècle et la Tour de la fin du XIIIe siècle, l'ensemble présente un intérêt exceptionnel par sa continuité d'occupation du Haut-Moyen-Âge jusqu'à la Révolution. Différentes phases d'évolution et de transformation ont eu lieu dans le site.

## Le contexte géographique
Le site de Vesvre se trouve implanté à la limite des communes de Neuvy-Deux-Clochers et de Crézancy-en-Sancerre, dans le bassin de la Grande Sauldre. Construite dans un fond de vallée, la massive Tour de Vesvre émerge des frondaisons qui l'entourent. La Tour de pierre qui en est l'élément le plus remarquable n'est pas visible depuis la route de Bourges à Sancerre, pourtant, l'ensemble astral dans lequel elle s'inscrit est étroitement lié au passage de cet axe. 
En effet, au cours du Moyen Âge, pour des raisons qui ne sont pas toutes connues (manque d'entretien, situation vulnérable d'une route établie en plaine, déplacement des centres de peuplement), l'antique voie romaine de Bourges à Saint-Satur-Sancerre qui se nommait alors Gortona a été peu à peu délaissé au profit d'un autre itinéraire.
Ce parcours médiéval, contrairement à celui établi par les Romains en temps de paix et qui traversait aplanie de la Champagne Berrichonne (de Rians à Bué), empruntait tant que possible les lignes de crête. Cette disposition avait vraisemblablement été choisie pour mettre les voyageurs à l'abri des bandes de rançonneurs et de pillards qui s'embusquaient dans les hauteurs. La légende du Margoupil en est un excellent exemple. Cette légende raconte que le "château de Faye", une enceinte castrale connue sous le nom de "Petit château", située entre Veaugues et Montigny était le repaire d'un seigneur-brigand, le "Margoupil". Le long de la voie "Jacques Cœur" (la voie romaine), il disposait d'épiques de guetteurs chargés de le prévenir du passage des convois de marchands par des signaux de fumée. Une fois averti, il ne lui restait plus qu'à dévaler le vallon de "Montprofond" pour dévaliser ses victimes.
Venant de Bourges, le "Grand Chemin de Bourges à Sancerre" se dédoublait en haut de la "Montagne Noire". La branche sud se dirigeait directement vers Bué alors que l'autre passait au pied de la motte de Vesvre, puis par Crézancy, les hameaux de Reigny et Champtin, avant de rejoindre l'autre branche au lieu-dit "l'Éstérille".
Il est intéressant de noter que la motte de Chassignol-Rigaut (ou Chassignoux) avait été érigée au point de bifurcation de cet itinéraire qui s'élève à 353 mètres d'altitude.
Ce point fortifié permettait non-seulement de surveiller ce carrefour de chemins mais aussi toute la contrée environnante sur 180°.
Cette motte s'est aujourd'hui arasée, mais son emplacement se remarque encore sous la forme d'une légère protubérance dans un champ, en bordure de la RD 955, au lieu-dit « la Montagne Noire ».
Le "Grand Chemin" passait par les Aix-d'Angillon, l'une des deux places fortes importantes avec La Chapelle-d'Angillon, que Humbaud de Sully avait élevées au début du XIe siècle sur sa vaste seigneurie.
L'appellation ancienne (Hayae Domini Gilonis) de cette forteresse entourée de palissades a donné le nom actuel de cette localité. On retrouve vers 1012, "Haiense" qui a le sens de castrum, "Aiae Dan Gilon": Aiae provient du germanique Haga, qui veut dire haie. Le toponyme actuel "d'Angillon" est une contraction provenant de "dan", altération du mot latin "dominus", seigneur et "Gilon" , qui est le nom de ce seigneur, d'après les informations du dictionnaire de Dauzat-Rostaing sur l'étymologie des noms de lieux en France.
Ce "Grand Chemin de Sancerre à Bourges", tel que mentionné sur le cadastre napoléonien (1820-1830), reliait donc les trois seigneuries : Sancerre, Les Aix-d'Angillon et Bourges. Par conséquent, le seigneur de Vesvre pouvait exercer une surveillance constante sur cet axe.
L'implantation du site castral dans ce fond de vallée humide peut, à priori, paraître des plus étranges. Cependant, ce choix a certainement été guidé par la situation géographique du lieu, c'est-à-dire en fonction de l'endroit où la route traversait la "frontière" entre les seigneuries de Sully et Château-Gordon.

## Le contexte historique

### LeXesiècle: les Blois-Champagne et les Sully: la première période de construction des châteaux
Au Xe siècle, après la dislocation de l'ancien pagus de Bourges (un pagus était une circonscription administrative de la Gaule franque, qui après la chute de l'Empire romain, s'est substituée à la civitas romaine pour céder la place à son tour au comté féodal. À l'époque carolingienne, les pagi étaient au nombre de trois cents. À la tête du pagus était le comte (comes) qui exerçait le triple pouvoir administratif, judiciaire et militaire), le Berry a perdu son unité politique et le pouvoir royal ne s'intéresse pas encore à cette région.
Divisé en deux parties, on trouve le Bas-Berry (actuel département de l'Indre) qui reste dans la mouvance des ducs d'Aquitaine, et le Haut-Berry (actuel département du Cher) qui devient un pays de marche face aux possessions des comtes de Blois. Aucune famille foncièrement riche n'étant réellement capable d'affirmer son pouvoir sur cette zone-tampon, les habiles et ambitieux Blois-Champgne voient immédiatement l'opportunité d'entreprendre une politique de conquête au sud de la Loire. Ces annexions progressives vont leur permettre de construire un glacis qui servira à protéger leur domaine. Les comtes de Blois et de Champagne deviendront les "Blois-Champagne" quand Eudes II de Blois héritera du comté de Champagne vers 1020.
Leur politique est simple: ils vont s'imposer depuis leur principauté à un certain nombre de petites dynasties locales ou implanter des familles de leur entourage réputées pour leur dévouement. Citons les Vierzon qui seront chargés d'administrer la partie ouest de cette région et les Sully (ou Seuly à l'époque) qui eux, auront pour mission de surveiller et gérer la partie est.
Cependant, dans ce premier temps, quelques francs alleux souverains subsistant de l'ancien pagus de Bourges, ne vont pas entrer sous la nouvelle domination: c'est le cas des seigneuries de Château-Gordon (Saint-Satur) dont le seigneur, Gimon, rend foi et hommage à l'évêque de Bourges en 1012 et celle de Montfaucon (aujourd'hui Villequiers). Vers 1030, les comtes de Blois-Champagne annexeront Château-Gordon qui deviendra Sancerre et imposeront leur vassalité à la seigneurie de Montfaucon vers le XIIe siècle.

### LeXIeet leXIIesiècle: les Vesvre: la seconde période de construction de châteaux
Au tout début du XIe siècle, la seigneurie de Sully est un vaste domaine qui s'étend à l'est et au nord jusqu'à Gien et Saint-Gondon-sur-Loire et jouxte les domaines de Château-Gordon et de Montfaucon cités précédemment.
Du fait même de son étendue, cette seigneurie a deux centres majeurs de peuplement et de commandement qui sont La Chapelle-d'Angillon et les Aix-d'Angillon et dont le seigneur est Gilon de Sully ; mais pour mieux surveiller et administrer son important domaine, le seigneur de Sully confie une partie de sa grande châtellenie des Aix à des chevaliers parmi ses fidèles et cherchant à se hisser parmi les rangs de l'ancienne noblesse. Ainsi naît toute une ligne de défense constituée par les forteresses principales de Vesvre, Sens-Beaujeu, Concressault et Saint-Gondon.
Il n'est pas aisé d'expliquer la raison qui justifie ce rôle de surveillance sur la "frontière est" de la seigneurie de Sully tant les sources historiques sont imprécises et peu nombreuses. Une des hypothèses les plus plausibles est qu'avant 1030, le "plus proche voisin", Château-Gordon (Castrum Gordonum) situé juste en face et ne dépendant pas encore des comtes de Blois pouvait représenter une menace pour le seigneur de Sully. Il en va sans doute de même pour Montfaucon, autre seigneurie indépendante du comté de Blois à cette époque. Par conséquent, il apparaît clairement qu'en ce début de XIe siècle, tous ces fiefs du Haut-Berry étaient encore loin de former des ensembles homogènes et qu'un certain climat de défiance régnait souvent entre les uns et les autres.
On ne sait pas qui sont les Vesvre, ni s'ils sont originaires de la région, ni depuis quand ils sont établis en ce lieu, mais certaines sources anciennes semblent démontrer que ces "milites" ont des liens de parenté très proches avec leur suzerain Sully. Vesvre est issu du toponyme celtique "wobero" (Woevre) qui désigne une terre marécageuse, inculte et de broussailles. Par ailleurs, à cause du surnom "Normanni", "Normannus" qui, au XIe siècle, accompagne à plusieurs reprises leur citation, on peut être tenté de supposer que ces "chevaliers de Vesvre" puisent leurs origines parmi les envahisseurs vikings du IXe siècle installés en Berry. Cependant, comme les sources ne sont pas suffisamment précises, on ne peut absolument pas l'affirmer.
Quoi qu'il en soit, la plus ancienne mention qui est faite d'eux se trouve dans un acte daté de 1034. En effet, lors d'un synode d'évêques tenu à Bourges, Mathilde, fille du vidame de Château-Gordon relève l'abbaye de Saint-Satur et deux membres de la famille de Vesvre, Evrard et Godefroy apposent leur signature au bas de cet acte : "signum Ebrardi de Vabra (...) signum Godfridus de Vabra". Ils ont pris le nom de la terre reçue en fief. (Le mot vidame est une contraction du mot vice et dame (de "vice" et "dame" pris pour "dominus", seigneur). Les vidames étaient des sortes d'avoués ou d'avocats ecclésiastiques. Au moment où la féodalité se consolida, cette fonction prit le caractère de fief; le vidame choisi alors parmi les seigneurs laïques dut défendre les biens épiscopaux par les voies judiciaires, mais aussi par main armée)

### La fin du XIIe siècle et la construction de la Tour
À plusieurs reprises, au cours du XIe et du XIIe siècle, des membres de la famille de Vesvre sont cités dans des actes touchant le domaine religieux: restitutions ou donations d'églises, arbitrage de litiges, etc. Par contre, on ne sait absolument pas s'ils sont seigneurs de la motte ou de la demeure aristocratique qui a précédé la Tour. Les fouilles archéologiques menées par l'INRAP en 2004 ont révélé qu'une demeure aristocratique de chevaliers-paysans existant déjà avant et à l'emplacement de la Tour. Une première datation des objets exhumés pourrait faire remonter l'implantation du site à la fin du IXe ou au début du Xe siècle.
À la fin du XIIe siècle apparaît un personnage qui semble assez lié à la construction de la Tour. Il s'agit de Hugues II de Vesvre. Comme il n'était que le neveu de Hugues Ier, resté sans enfant et mort vraisemblablement en croisade, Hugues II n'aurait pas dû devenir seigneur de Vesvre. Marié à Béatrix de Menetou-Salon, il réside sur le domaine de son épouse. Entre 1192 et 1202, les deux époux s'installent sur la terre de Vesvre. C'est probablement au cours de cette période que débute la construction de la maison forte.  Les travaux remarquables de Martial Jouannin en 1991-1992 sur l'histoire de la seigneurie de Vesvre ont permis d'apporter des précisions sur bon nombre de points qui avaient été omis ou qui restaient flous dans les ouvrages du XIXe siècle.
Cependant, les archives de cette fin de XIIe siècle renferment un détail troublant car Hugues II n'est jamais nommé comme seigneur "dominus" de Vesvre. Mieux, c'est son épouse qui, en 1202-1203, signe des actes en tant que "domina de Vevra" et comme tutrice de son fils Hugues III. Hugues II serait donc décédé avant 1202, peut-être même qu'il n'a jamais habité sa nouvelle demeure.
À cette période, le paysage politique est en train de changer complètement dans le Haut-Berry, puisque le roi de France commence à annexer petit à petit tous ces domaines. Pour "sécuriser" Bourges, il crée des avant-postes fortifiés autour de cette ville, dans un rayon de 30km. Ainsi, au XIIIe siècle, les Vesdre surveillent toujours la route, mais cette fois pour le compte du roi.
Effectivement, en 1234, sous le règne de Saint Louis, tout le Berry est annexé au domaine royal. Par contre, ce n'est que bien plus tard, en 1429 et en pleine Guerre de Cent Ans, que le nom de Tour de Vesvre "Turris de Vevra" apparaîtra pour la première fois.

### Disparition du patronyme de Vesvre
Hugues II de Vesvre et son épouse Béatrix de Menetou-Salon eurent deux enfants : Hugues III et Eudes II. Nous sommes au début du XIIIe siècle (Hugues III meurt vers 1240) et Hugues III reçoit le fief de la motte tandis que Eudes II reçoit celui de la Tour (la loi salique n'existait pas encore). Selon la coutume de Lorris, l'aîné reçoit le "meilleur manoir et la moitié des terres féodales".
Vers 1261, Marguerite, la fille d'Eudes II de Vesvre, épouse Guillaume de Meaulse (ou Meauce) issu d'une vieille famille nivernaise.
Nous en arrivons en 1291, date vers laquelle Jeanne de Meaulse, fille de Guillaume de Meaulse et de Marguerite de Vesvre, épouse Pierre III de Fontenay. À partir de ce moment, la famille de Fontenay va fortement marquer le site de Vesvre de son empreinte jusqu'à la fin du XVIe siècle. Au XVIIe siècle, Gaspard Thaumas de la Thaumassière, historien du Berry relate que:"la baronnie de Fontenay relève de celle de Germigny et que sa justice haute, moyenne et basse s'étend dans les paroisses de Néronde (aujourd'hui Nérondes), de Tendron et d'Ignol. Elle consiste en un fort et ancien château bâty sur une haute motte, environnées de profonds fossés dans lesquels sort une belle fontaine qui les remplit. Le château consiste en quatre corps de logis défendus à chaque coin d'une tour".

## Le site castral de Vesvre
Il se compose de trois éléments distincts : la motte et la basse-cour (Xe – XIe siècle) ; la Tour (fin XIIe, début XIIIe siècle) ; la ferme (début XVIe siècle)

### La motte et la basse cour

#### La motte
Il s'agit d'un imposant tertre tronconique haut d'environ 7m par rapport au sol environnant. Son périmètre à la base est de 150m, soit un diamètre de près de 48m. Le diamètre sommital varie entre 22 et 24m. Les fossés existent encore sur la moitié de sa circonférence. Profonds de 3m, ils sont souvent gorgés d'eau durant l'hiver. Cette motte étant propriété privée, aucune fouille n'a été effectuée et l'association des "Amis de la Tour de Vesvre" se bornera à des hypothèses. 
Cette motte était vraisemblablement surmontée par une tour de guet en bois. La position de la motte dans un ensemble castral est la plupart du temps conditionnée par un impératif militaire: la défense ou l'obstacle à l'avancée ennemie. À Vesvre, elle est donc implantée "du côté de l'attaque", au point le plus vulnérable de la basse-cour, à l'angle sud-ouest de cette dernière. À cet endroit en effet, le sol extérieur à l'enceinte devient de plus en plus élevé.
C'est là que commencent les pentes du mamelon dit de la "Grande Pièce" qui surplombe le site.
Comme les voies de communication conditionnent souvent l'établissement d'une fortification, il n'est pas interdit de penser que la construction de la motte à cet endroit ait pu être dictée par le carrefour des chemins entre Neuve, Veaugues, Neuilly, Crézancy pour en assurer la surveillance, à l'exemple de la motte de Chassignol-Rigaut évoquée plus haut.

#### La basse-cour
Elle est de forme ovale et légèrement surélevée par rapport au sol extérieur.
Son grand axe est d'environ 200m et sa largeur atteint approximativement 80m.
Cette enceinte est délimitée par un fossé dont le tracé apparaît encore par endroits. Un talus défensif (merlon (ouvrage de protection constitué généralement d'un talus de terre entourant une installation pour la protéger de l'extérieur. Il désigne également un élément du crénelage correspondant au parapet compris entre deux créneaux) a dû protéger cet enclos, du moins du côté nord, car une courte portion de ce rempart subsiste encore aujourd'hui. Protégée à l'intérieur de cet enclos existait une petite agglomération puisqu'en 1274 est citée "la ville de Vesvre" (du latin villa qui, au XIIe siècle signifie exploitation agricole. Une chapelle placée sous le vocable de Saint Julien est également mentionnée au XIIe siècle, près de la motte. 
Tout le secteur nord de cette basse-cour a été remblayé. Seule subsiste une légère dénivellation qui se remplit d'eau d'hiver. Cette modification du tracé s'est opérée avant le XVIIe siècle car à cette date, seule la partie sud des fossés est encore représentée sur un ancien plan. 
Du fossé originel, tel qu'il est apparu sans doute à la fin du IXe siècle, subsiste un bras bien conservé. Il s'agit de la partie où le fossé de la motte et celui de l'enclos sont adjacents.

## Description

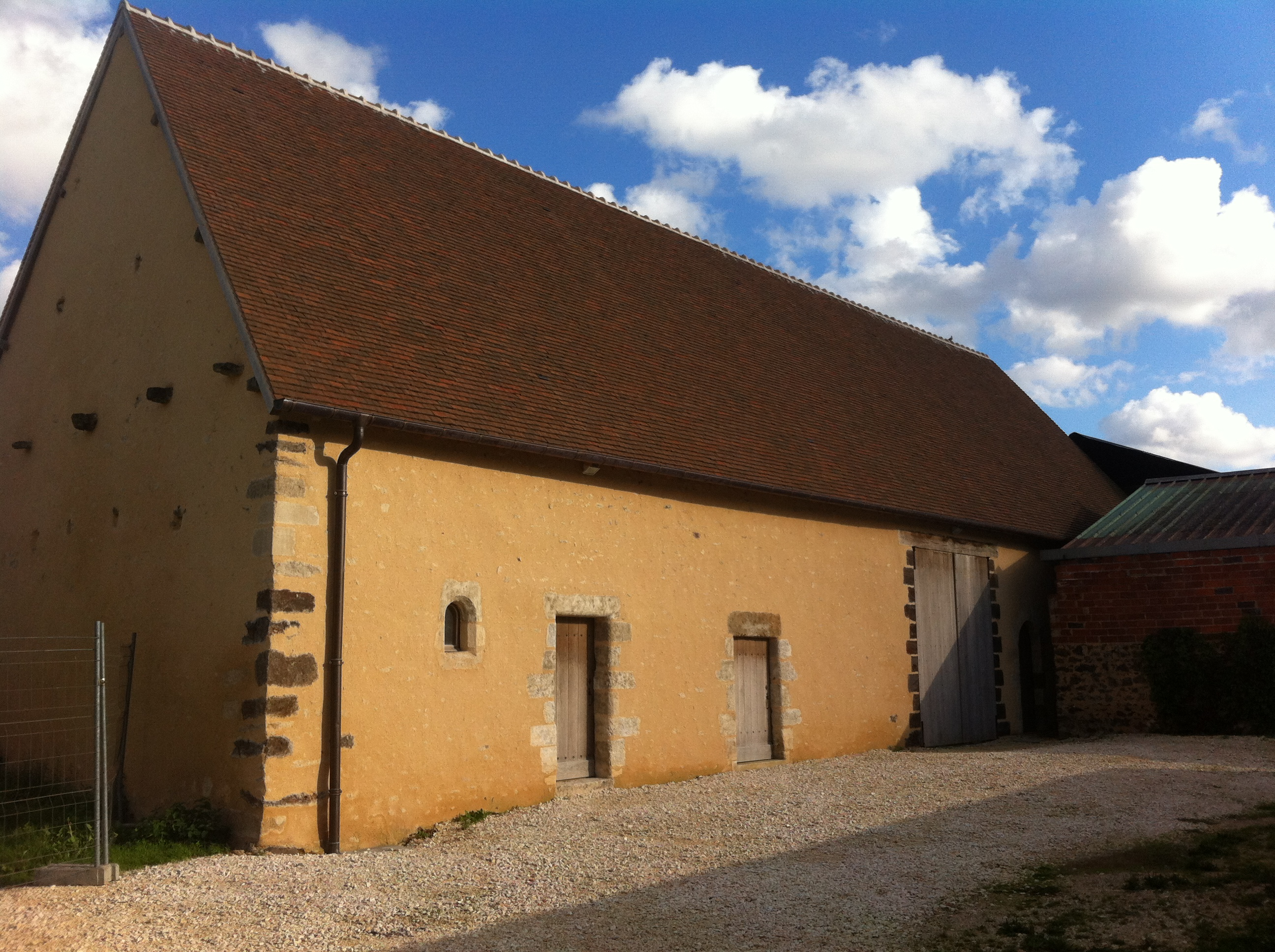
Grange de la Tour de Vèvre.

L'élément le plus important est une imposante tour rectangulaire récemment protégée des intempéries et des dégradations dues au temps. La grange et le colombier attenants ont été restaurés en 2012 et 2014, et la motte castrale est acquise par la commune.
Le site est géré par l'Association des Amis de la Tour de Vesvre.